# حمزه لو علیا
حمزه لو علیا، روستایی از توابع بخش زند شهرستان ملایر در استان همدان ایران است.

## جمعیت
این روستا در دهستان کمازان وسطی قرار دارد و براساس سرشماری مرکز آمار ایران در سال ۱۳۹۵، جمعیت آن ۱۰۸ نفر (۳۸خانوار) بوده‌است.